# Carl Davis
Pour les articles homonymes, voir Davis.
Carl Davis, né le 28 octobre 1936 à Brooklyn et mort le 3 août 2023 à Oxford, est un chef d'orchestre et compositeur américain.
Résidant au Royaume-Uni de 1961 à sa mort, il y dirige fréquemment l'Orchestre symphonique de Londres et le Royal Liverpool Philharmonic Orchestra. Auteur d'une centaine de musiques de films pour la télévision, il est plus particulièrement connu pour sa composition de musiques pour des films initialement muets. Il a reçu trois BAFTA.

## Filmographie sélective

### comme compositeur
- 1964 : Schaufensterpuppen (TV)
- 1964 : The Other World of Winston Churchill (TV)
- 1968 : The Bofors Gun
- 1969 : A Serpent in Putney (TV)
- 1969 : Double Bill (TV)
- 1970 : Mad Jack (TV)
- 1970 : Praise Marx and Pass the Ammunition
- 1970 : The Only Way
- 1971 : Up the Chastity Belt
- 1971 : Up Pompeii (en)
- 1971 : I, Monster
- 1971 : L'oie des neiges (The Snow Goose) (TV)
- 1972 : Rentadick
- 1972 : What Became of Jack and Jill?
- 1972 : The Gangster Show: The Resistible Rise of Arturo Ui (TV)
- 1973 : The National Health (en)
- 1973 : The Lovers!
- 1973 : Le Visiteur (Catholics) (TV)
- 1974 : Le Monde en guerre (The World at War) (série documentaire)
- 1974 : What's Next? (TV)
- 1974 : The Cay (TV)
- 1975 : L'Île du maître (Man Friday)
- 1975 : L'Homme que je suis (The Naked Civil Servant) (TV)
- 1976 : Big Henry and the Polka Dot Kid (TV)
- 1976 : Where Adam Stood (TV)
- 1977 : Out of Bounds (série télévisée)
- 1977 : Treasure Island (en) (feuilleton TV)
- 1978 : The Sailor's Return
- 1978 : Horse in the House (TV)
- 1978 : The Mayor of Casterbridge (feuilleton TV)
- 1978 : Langrishe Go Down (TV)
- 1979 : Prince Regent (feuilleton TV)
- 1979 : Birth of the Beatles
- 1980 : Hollywood (feuilleton TV)
- 1980 : Le Marchand de Venise (The Merchant of Venice) (TV)
- 1980 : Staying On (TV)
- 1981 : Private Schulz (feuilleton TV)
- 1981 : Winston Churchill: The Wilderness Years (feuilleton TV)
- 1981 : La Maîtresse du lieutenant français (The French Lieutenant's Woman)
- 1982 : Mirages (Show People, film de 1928, nouvelle musique originale)
- 1982 : Praying Mantis (TV)
- 1982 : Le Chien des Baskerville (The Hound of the Baskervilles ) (mini-série)
- 1983 : The Weather in the Streets (TV)
- 1983 : Macbeth (TV)
- 1983 : The Aerodrome (TV)
- 1984 : Pavillons lointains (The Far Pavilions) (feuilleton TV)
- 1984 : Champions
- 1984 : George Stevens: A Filmmaker's Journey
- 1984 : Les Lois de l'hospitalité (Our Hospitality) (film de 1923, nouvelle musique originale)
- 1984 : Sakharov (TV)
- 1985 : A Song for Europe (TV)
- 1985 : Silas Marner: The Weaver of Raveloe (TV)
- 1985 : Oscar (série télévisée)
- 1985 : Le Roi David (King David)
- 1986 : Le Prince étudiant (The Student Prince in Old Heidelberg) (film de 1927, nouvelle musique originale)
- 1986 : Murrow (TV)
- 1986 : Hotel du Lac (TV)
- 1986 : Fire & Ice (TV)
- 1987 : Buster Keaton: A Hard Act to Follow (TV)
- 1987 : Ben-Hur (film de 1925 de Fred Niblo, nouvelle musique originale)
- 1988 : Journey's End (TV)
- 1988 : The Girl in a Swing
- 1989 : Fragments of Isabella
- 1989 : The Accountant (TV)
- 1989 : Skulduggery (TV)
- 1989 : The Yellow Wallpaper (TV)
- 1989 : Somewhere to Run (TV)
- 1989 : Scandal
- 1989 : L'Arc-en-ciel
- 1990 : They Never Slept
- 1990 : La Résurrection de Frankenstein (Frankenstein Unbound)
- 1990 : Le Petit Frère (The Kid Brother) (mise en musique du film muet)
- 1990 : The Secret Life of Ian Fleming (TV)
- 1990 : Au loin la liberté (Crossing to Freedom) (téléfilm)
- 1991 : The Black Velvet Gown (TV)
- 1991 : Separate But Equal (TV)
- 1991 : Ghosts of the Past (TV)
- 1991 : Sherlock Holmes et la croix de sang (The Crucifer of Blood) (TV)
- 1992 : Covington Cross (Covington Cross) (série télévisée)
- 1992 : A Sense of History (TV)
- 1993 : D.W. Griffith: Father of Film
- 1993 : Genghis Cohn (TV)
- 1993 : Voyage (en) (TV)
- 1993 : A Year in Provence (feuilleton TV)
- 1993 : The Trial
- 1994 : Liberation
- 1994 : Parfum de scandale (Widows' Peak)
- 1994 : Hope in the Year Two (TV)
- 1994 : George Stevens: D-Day to Berlin (TV)
- 1994 : Sursis pour l'orchestre (Lie Down with Lions) (TV)
- 1994 : The Buried Mirror (feuilleton TV)
- 1994 : Message for Posterity (TV)
- 1994 : The Return of the Native (TV)
- 1995 : Oliver's Travels (feuilleton TV)
- 1995 : Anne Frank Remembered (TV)
- 1995 : Orgueil et Préjugés (Pride and Prejudice) (feuilleton TV)
- 1996 : Cinema Europe: The Other Hollywood (feuilleton TV)
- 1997 : A Life in a Day
- 1997 : A Dance to the Music of Time (feuilleton TV)
- 1998 : Le Radeau de la Méduse
- 1998 : Cold War (en) (feuilleton TV)
- 1998 : Goodnight, Mister Tom (TV)
- 1998 : Seesaw (mini-série)
- 1998 : Real Women (TV)
- 1998 : The Face of Russia (feuilleton TV)
- 2000 : Gatsby le Magnifique (The Great Gatsby) (TV)
- 2001 : Back Home (TV)
- 2002 : An Angel for May (TV)
- 2002 : The Book of Eve
- 2003 : Promoted to Glory (TV)
- 2004 : Mothers & Daughters (en)
- 2005 : Garbo
- 2005 : I'm King Kong!: The Exploits of Merian C. Cooper
- 2007 : Cranford (feuilleton TV)
- 2011 : Intolerance : D.W. Griffith

### comme producteur
- 1985 : A Song for Europe (TV).

## Distinctions
- 1981 : British Academy Television Craft Award de la meilleure musique originale pour la télévision pour Le Marchand de Venise, Fair Stood the Wind for France, Hollywood, Oppenheimer et The Misanthrope ;
- 1982 : British Academy Film Award de la meilleure musique de film  pour La Maîtresse du lieutenant français ;
- 2003 : Special BAFTA.